# アメリカ合衆国の建築家一覧
アメリカ合衆国の建築家一覧（アメリカがっしゅうこくのけんちくかいちらん） : アメリカ合衆国を拠点に活動する建築家の、アルファベット順の一覧。
他国の建築家一覧については、建築家一覧を参照。

## A
- アトリー・エアーズ（en:Atlee B. Ayres、1873年–1969年)
- アリス・コンスタンス・オースティン（en:Alice Constance Austin、1862年–1955年)
- アルバート・アニス（en:Albert Anis、1889年–1964年)
- アルフレッド・S.アルシュラー（en:Alfred S. Alschuler、1876年–1940年)
- アレックス・アンマヤン（en:Alex Anmahian、生年 1959年)
- ヴァージル・アブロー
- ウィリアム・ヴァン・アレン（en:William Van Alen、1883年–1954年)
- ウォルター・W・アールシュラーガー （en:Walter W. Ahlschlager、1887年–1965年)
- エミリオ・アンバース
- エリザベス・アイヤー（en:Elizabeth Ayer、1897年–1987年)
- オットー・ユージン・アダムス（en:Otto Eugene Adams、1889年–1968年)
- クリストファー・アレグザンダー（en:Christopher Alexander、生年 1936年)
- クレア・アレン（en:Claire Allen、1853年–1942年)
- グレゴリー・エイン（en:Gregory Ain、1908年–1988年)
- グローヴナー・アターベリー（en:Grosvenor Atterbury、1869年–1956年)
- コンスタンス・アダムス（en:Constance Adams、1964年–2018年)
- コンスタンス・アバーナシー（en:Constance Abernathy、1931年–1994年)
- シアー・アルマージャニ（en:Siah Armajani、1939年–2020年)
- ジュリアン・アベル（en:Julian Abele、1881年–1950年)
- ジョー・アミサノ（en:Joe Amisano、1917年–2008年)
- ジョージ・Awsumb（en:George Awsumb、1880年–1959年)
- ジョン・アリス
- スタン・アレン（en:Stan Allen)
- ダイアナ・アグレスト（en:Diana Agrest、生年 1945年)
- ダンクマール・アドラー（en:Dankmar Adler、1844年–1900年)
- チェスター・ホームズ・アルドリッチ（en:Chester Holmes Aldrich、1871年–1940年)
- チャールズ・B・アトウッド（en:Charles B. Atwood、1849年–1895年)
- チャールズ・N.アグリー（en:Charles N. Agree、1897年–1982年)
- デビッド・アドラー（en:David Adler、1882年–1949年)
- パオラ・アントネッリ（en:Paola Antonelli、生年 1963年)
- ハリス・アームストロング（en:Harris Armstrong、1899年–1973年)
- ハリソン・オルブライト（en:Harrison Albright、1866年–1932年)
- ヒシャム・N・アシュコウリ（en:Hisham N. Ashkouri、生年 1948年)
- フランク・シェイバー・アレン（en:Frank Shaver Allen、1860年–1934年)
- ヘンリー・オースティン（en:Henry Austin、1804年–1891年)
- マイケル・アラド（en:Michael Arad、生年 1969年)
- マックス・アブロモヴィッツ（en:Max Abramovitz、1908年–2004年)
- ミシェル・アッブード（en:Michel Abboud)
- メアリー・アルミー（en:Mary Almy、1883年–1967年)
- ルース・マキソン・アダムス（en:Ruth Maxon Adams、1883年–1970年)
- ローレンス・B・アンダーソン（en:Lawrence B. Anderson、1906年–1994年)

## B
- ヘルベルト・バイヤー（en:Herbert Bayer、1900年-1985年)
- J・V・W・バーガミニー
- アーサー・ブラウン・ジュニア（en:Arthur Brown Jr.、1874年–1957年)
- アーノルド・ブルナー
- アーマンドフィリップ・バルトス（en:Armand Phillip Bartos、1910年–2005年)
- アッシャー・ベンジャミン（en:Asher Benjamin、1773年–1845年)
- アル・ビードル（en:Al Beadle、1927年–1998年)
- アル・ボーク
- アン・ベハ（en:Ann Beha、生年 1950年)
- インディア・ボイヤー（en:India Boyer、1907年–1998年)
- ヴァルター・クルト・ベーレント（en:Walter Curt Behrendt、1884年–1945年)
- ウィリアム・W・ボイントン（en:William W. Boyington、1818年–1898年)
- ウィリアム・W・ボスワース（en:William W. Bosworth、1869年–1966年)
- ウィル・ブルーダー（en:Will Bruder、生年 1946年)
- ウェルトン・ベケット（en:Welton Becket、1902年–1969年)
- エドモンド・ベーコン（en:Edmund Bacon、1910年–2005年)
- エドワード・ララビー・バーンズ（en:Edward Larrabee Barnes、1915年–2004年)
- エドワード・ベネット（en:Edward H. Bennett、1874年–1954年)
- エフライム・フランシス・ボールドウィン（en:Ephraim Francis Baldwin、1837年–1916年)
- エマ・ブランソン（en:Emma Brunson、1887年–1980年)
- エミリー・ヘレン・バターフィールド（en:Emily Helen Butterfield、1884年–1958年)
- ガーネット・ボルティモア（en:Garnet Baltimore、1859年–1946年)
- カレン・バウスマン（en:Karen Bausman、生年 1958年)
- キャサリン・バッド（en:Katharine Budd、1860年–1951年)
- キャロル・ロス・バーニー（en:Carol Ross Barney、生年 1949年)
- クラウド・ビールマン（en:Claud Beelman、1883年–1963年)
- グリッドリー・J.F.ブライアント（en:Gridley J. F. Bryant、1816年–1899年)
- クロード・ファイエット・ブラグドン（en:Claude Fayette Bragdon、1866年–1946年)
- グンナー・バーカーツ（en:Gunnar Birkerts、1925年–2017年)
- ゴードン・バンシャフト（en:Gordon Bunshaft、1909年–1990年)
- シドニー・バッジリー（en:Sidney Badgley、1850年–1917年)
- ジョージ・フランクリン・バーバー（en:George Franklin Barber、1854年–1915年)
- ジョン・ヴァージニアス・ベネス（en:John Virginius Bennes、1867年–1943年)
- ジョン・バーギー（en:John Burgee、生年 1933年)
- スティーブ・ベア（en:Steve Baer、生年 1938年)
- ダニエル・バーナム（en:Daniel Burnham、1846年–1912年)
- チャールズ・ビューク（en:Charles Buek)
- チャールズ・ブルフィンチ（en:Charles Bulfinch、1763年–1844年)
- デニス・スコット・ブラウン（en:Denise Scott Brown、生年 1931年)
- デブラ・M・ブラウン（en:Debra M. Brown、生年 1963年)
- テンプル・ホイン・ビューエル（en:Temple Hoyne Buell、1895年–1990年)
- トーマス・P・バーネット（en:Thomas P. Barnett、1870年–1929年)
- トム・バット（en:Tom Butt)
- トム・ベンダー（en:Tom Bender)
- ナサニエル・ジェレミア・ブラッドリー（en:Nathaniel Jeremiah Bradlee、1829年–1888年)
- ノーマ・ボニウェル（en:Norma Bonniwell、1877年–1961年)
- ノラ・スタントン・バーニー（en:Nora Stanton Barney、1883年–1971年)
- ハーマン・ブルックマン（en:Herman Brookman、1891年–1973年)
- パメラ・バートン（en:Pamela Burton、生年 1948年)
- ピエトロ・ベルスキ（en:Pietro Belluschi、1899年–1994年)
- フィリス・バークビー（en:Phyllis Birkby、1932年–1994年)
- フレデリックス・テープルズ・ベネディクト（en:Frederick Staples Benedict、1861年–1936年)
- ヘンリー・フォーブス・ビゲロウ（en:Henry Forbes Bigelow、1867年–1929
- ヘンリー・ベーコン（en:Henry Bacon、1866年–1924年)
- マルセル・ブロイヤー（en:Marcel Breuer、1902年–1981年)
- メリット・ブチョルツ（en:Merritt Bucholz、生年 1966年)
- ライト・バトラー（en:Wright Butler)
- リリアン・ブリッジマン（en:Lilian Bridgman、1866年–1948年)
- ルイーズ・ブランチャード・ベスーン（en:Louise Blanchard Bethune、1856年–1915年)
- ローラ・ベネット（en:Laura Bennett、生年 1963年)

## C
- C.ハワード・クレイン（en:C. Howard Crane、1885年–1952年)
- アドルフ・クラスス（en:Adolf Cluss、1825年–1905年)
- アルバート・キャセル（en:Albert Cassell、1895年–1969年)
- アルフレッド・コールドウェル（en:Alfred Caldwell、1903年–1998年)
- アン・R・チャントロイユ（en:Ann R. Chaintreuil、生年 1947年)
- エドワード・クラーク・キャボット（en:Edward Clarke Cabot、1818年–1901年)
- エリザベス・キャドベリー＝ブラウン（en:Elizabeth Cadbury-Brown、1922年–2002年)
- エリザベス・クローズ（en:Elizabeth Close、1912年–2011年)
- エリザベス・コイト（en:Elizabeth Coit、1892年–1987年)
- オグデン・コッドマン・ジュニア（en:Ogden Codman Jr.、1863年–1951年)
- カートランド・カッター（en:Kirtland Cutter、1860年–1939年)
- サンティアゴ・カラトラバ（en:Santiago Calatrava、生年 1951年)
- ジョセフィン・ライト・チャップマン（en:Josephine Wright Chapman、1867年–1943年)
- スタイルズ・クレメンツ（en:Stiles O. Clements、1883年–1966年)
- スティーブン・チャイルド（en:Stephen Child、1866年–1936年)
- セルジュ・チェルマイエフ（en:Serge Chermayeff、1900年–1996年)
- チャールズ・エイモス・カミングス（en:Charles Amos Cummings、1833年–1905年)
- デイヴィッド・チャイルズ（en:David Childs、生年 1941年)
- テオフィルス・P.チャンドラー・ジュニア（en:Theophilus P. Chandler Jr.、1845年–1928年)
- ドリス・コール（en:Doris Cole、生年 1938年)
- ニコラス・J.クレイトン（en:Nicholas J. Clayton、1840年–1916年)
- バージ・クラーク（en:Birge Clark、1893年–1989年)
- ハーバート・J・クラップ
- ピーター・カルソープ（en:Peter Calthorpe、生年 1949年)
- ブラッド・クレップフィル（en:Brad Cloepfil、生年 1956年)
- プレストン・スコット・コーエン（en:Preston Scott Cohen)
- ヘンリー・アイブス・コブ（en:Henry Ives Cobb、1859年–1931年)
- ポール・フィリップ・クレット（en:Paul Philippe Cret、1876年–1945年)
- マリアン・クルーガー・コフィン（en:Marian Cruger Coffin、1876年–1957年)
- マリオ・J.シャンピ（en:Mario J. Ciampi、1907年–2006年)
- メアリー・コルター（en:Mary Colter、1869年–1958年)
- ラルフ・アダムス・クラム（en:Ralph Adams Cram、1863年–1942年)
- リチャード・L・クラウザー（en:Richard L. Crowther、1910年–2006年)
- ロザリオ・カンデラ（en:Rosario Candela、1890年–1953年)

## D
- カネジ・ドウモト（en:Kaneji Domoto、1912年-2002年）
- ディラー・スコフィディオ+レンフロ
- A.E.ドイル（en:A. E. Doyle、1877年–1928年)
- アーサー・ダイソン（en:Arthur Dyson、生年 1940年)
- アレクサンダー・ジャクソン・デイビス（en:Alexander Jackson Davis、1803年–1892年)
- ウィリアム・J・ドッド（en:William J. Dodd、1862年–1930年)
- ウィリアム・アダムズ・デラノ（en:William Adams Delano、1874年–1960年)
- エドワード・W・ドン・ジュニア（en:Edward W. Donn Jr.、1868年–1953年)
- エドワード・ビューラー・デルク（en:Edward Buehler Delk、1885年–1956年)
- コンスタント＝デシレ・デスプラデル（en:Constant-Désiré Despradelle、1862年–1912年)
- ザカリー・テイラー・デイビス（en:Zachary Taylor Davis、1869年–1946年)
- ジョン・H・ダンカン（en:John H. Duncan、1855年–1929年)
- ジョン・M・ドナルドソン（en:John M. Donaldson、1854年–1941年)
- デビッド・オーウェン・ドライデン（en:David Owen Dryden、1877年–1946年)
- トーマス・ディクソン（Thomas Dixon、没年 1886年)
- トーマス・ドアー（en:Thomas Doerr、生年 1964年)
- ニール・ディナーリ（en:Neil Denari、生年 1957年)
- ハワード・デイビス（Howard_Davis_(professor_of_architecture))
- フレデリック・ジョセフ・デロンシャン（en:Frederic Joseph DeLongchamps、1882年–1969年)
- ヘンリエッタ・カティーノ・ドジエ（en:Henrietta Cuttino Dozier、1872年–1947年)
- マイケル・ミドルトン・ドワイヤー（en:Michael Middleton Dwyer、1954年- )
- メアリー・ランド・デイビス（en:Mary Lund Davis、1922年–2008年)
- ロジャー・ダフィー（en:Roger Duffy)

## E
- アイマー・エムベリーII世（en:Aymar Embury II、1880年–1966年)
- ウィリアム・ラルフ・エマーソン（en:William Ralph Emerson、1833年–1917年)
- ウィルソン・エア（en:Wilson Eyre、1858年–1944年)
- クレイグ・エルウッド（en:Craig Ellwood、1922年–1992年)
- ケラー・イースターリング（en:Keller Easterling)
- ジュディス・エデルマン（en:Judith Edelman、1923年–2014年)
- ジョージ・グラント・エルムスリー（en:George Grant Elmslie、1869年–1952年)
- ジョセフ・エシェリック（en:Joseph Esherick、1914年–1998年)
- ジョン・アイゼンマン（en:John Eisenmann、1851年–1924年)
- ジョン・エバーソン（en:John Eberson、1875年–1954年)
- チャールズ・イームズ（en:Charles Eames、1907年–1978年)
- ハイアワサ・エステス（en:Hiawatha Estes、1918年–2003年)
- ピーター・エスクレイ（en:Peter Exley、生年 1964年)
- ピーター・アイゼンマン（en:Peter Eisenman、生年 1932年)
- レイ・イームズ（en:Ray Eames、1912年–1988年)
- レオポルド・エイドリッツ（en:Leopold Eidlitz、1823年–1908年)

## F
- アーネスト・フラッグ（en:Ernest Flagg、1857年–1947年)
- アルバート・フライ（en:Albert Frey、1903年–1998年)
- アルフレッド・T・フェルハイマー（en:Alfred T. Fellheimer、1875年–1959年)
- アン・フージュロン（en:Anne Fougeron、生年 1955年)
- アン・フェアファクス（en:Anne Fairfax、1617 or 1618 年– 1665年)
- ウィリアム・ハリソン・フォルサム（en:William Harrison Folsom、1815年–1901年)
- エセル・ファーマン（en:Ethel Furman、1893年–1976年)
- エリック・コーリー・フリード（en:Eric Corey Freed、生年 1970年)
- エルマー・H・フィッシャー（en:Elmer H. Fisher、1840年-1905年）
- オニール・フォード（en:O'Neil Ford、1905年–1982年)
- ジェイムズ・インゴ・フリード（en:James Ingo Freed、1930年–2005年)
- ジャン・B・フレッチャー（en:Jean B. Fletcher、1915年–1965年)
- ノーマン・フレッチャー（en:Norman Fletcher、1917年–2007年)
- バックミンスター・フラー（en:Buckminster Fuller、1895年–1983年)
- ハワード・T・フィッシャー（en:Howard T. Fisher」、1903年 - 1979年）
- ヒュー・フェリス（en:Hugh Ferriss、1889年–1962年)
- ビル・フィンチ（en:Bill Finch、1913年–2003年)
- フランク・ファーネス（en:Frank Furness、1839年–1912年)
- フリードリッヒ・セントフロリアン（en:Friedrich St. Florian、生年 1932年)
- ブルース・ファウル（en:Bruce Fowle)
- フレデリック・B・フィッシャー（en:Frederick B. Fisher)
- ヘレン・フレンチ（en:Helen French、1900年–1994年)
- ポール・フロリアン（en:Paul Florian、生年 1950年)
- マーガレット・フリッチ（en:Margaret Fritsch、1899年–1993年)
- モーリス・ハーマン・フィンケル（en:Maurice Herman Finkel、1888年–1949年)
- リチャード・フォスター（en:Richard Foster、1919年–2002年)

## G
- ダニエル・クロスビー・グリーン
- T.チャールズ・ガーストラ（en:T. Charles Gaastra、1879年–1947年)
- アーヴィング・ギル（en:Irving Gill、1870年–1936年)
- アーサー・D・ギルマン（en:Arthur D. Gilman、1821年–1882年)
- アーサー・U・ガーバー（en:Arthur U. Gerber、1878年–1960年)
- アート・ゲンスラー（en:Art Gensler、1935年–2021年)
- アーネスト・R.グラハム（en:Ernest R. Graham、1868年–1936年)
- アルフレッド・ジャイルズ（en:Alfred Giles、1853年–1920年)
- アレクサンダー・ガービン（en:Alexander Garvin、生年 1941年)
- ヴァルター・グロピウス（en:Walter Gropius、1883年–1969年)
- ウォルター・バーリー・グリフィン（en:Walter Burley Griffin、1876年–1937年)
- カール・グラフィンダー（en:Carl Graffunder、1919年–2013年)
- キャス・ギルバート（en:Cass Gilbert、1859年–1934年)
- グラハム・ガンド（en:Graham Gund)
- ジーン・ギャング（en:Jeanne Gang、生年 1964年)
- ジェームズ・リーリー・ゴードン（en:James Riely Gordon、1863年–1937年)
- ジョーン・E・グッディ（en:Joan E. Goody、1935年–2009年)
- チャールズ・グワスミー（en:Charles Gwathmey、1938年–2009年)
- ノーマン・ベル・ゲデス（en:Norman Bel Geddes、1893年–1958年)
- バートラム・グッドヒュー（en:Bertram Goodhue、1869年–1924年)
- バートランド・ゴールドバーグ（en:Bertrand Goldberg、1913年–1997年)
- ハワード・グリーンリー（en:Howard Greenley、1874年–1963年)
- ビクター・グルーエン（en:Victor Gruen、1903年–1980年)
- フェルディナンド・ゴットリーブ（en:Ferdinand Gottlieb、1919年–2007年)
- フランク・ゲーリー（en:Frank Gehry、生年 1929年)
- ブルース・グラハム（en:Bruce Graham、1925年–2010年)
- ブルース・ゴフ（en:Bruce Goff、1904年–1982年)
- フレデリック・W・ガーバー（en:Frederick W. Garber、1877年–1950年)
- ヘンリー・グロウ（en:Henry Grow、1817年–1891年)
- ポール・ギルガー（en:Paul Gilger、生年 1954年)
- マイケル・グレイヴス（en:Michael Graves、1934年–2015年)
- マドリン・ギンズ（en:Madeline Gins、1941年–2014年)
- マリオ・ガンデルソナス
- マリオン・マホーニー・グリフィン（en:Marion Mahony Griffin、1871年–1961年)
- モイズ・H・ゴールドスタイン・シニア（en:Moise H. Goldstein Sr.、1882−1972年)
- ローズ・グリーリー（en:Rose Greely、1887年–1969年)
- ロマルド・ジョゴラ（en:Romaldo Giurgola、1920年–2016年)

## H
- アーサー・ルーミス・ハーモン（en:Arthur Loomis Harmon、1878年–1958年)
- アラン・ハントマン（en:Alan Hantman、生年 1942年)
- アルフレッド・ドワイト・フォスター・ハムリン（en:Alfred Dwight Foster Hamlin、1855年–1926年)
- ヴァン・ドーン・フッカー（en:Van Dorn Hooker、1921年–2015年)
- ウィリアム・S・ヘバード（en:William S. Hebbard、1863年–1930年)
- ウィリアム・ホラバード（en:William Holabird、1854年–1923年)
- ウォレス・ハリソン（en:Wallace Harrison、1895年–1981年)
- エミリー・エリザベス・ホルマン（en:Emily Elizabeth Holman、1854年–1925年)
- オロフ・ハンソン（en:Olof Hanson、1862 年– 1933年)
- ゲイリー・ヘイニー（en:Gary Haney、生年 1955年)
- サミュエル・ハナフォード（en:Samuel Hannaford、1835年–1911年)
- サムナー・ハント（en:Sumner Hunt、1865年–1938年)
- サラ・P・ハークネス（en:Sarah P. Harkness、1914年–2013
- ジェームズ・ホーバン（en:James Hoban、1755年–1831年)
- ジェーン・ヘイスティングス（en:Jane Hastings、生年 1928年)
- ジョージ・ハウ
- ジョン・A.ハセコスター（en:John A. Hasecoster、1844年–1925年)
- ジョン・オーガー・ホラバード（en:John Augur Holabird、1886年–1945年)
- ジョン・ガレン・ハワード（en:John Galen Howard、1864年–1931年)
- ジョン・ハビランド（en:John Haviland、1792年–1852年)
- ジョン・ヘイダック（en:John Hejduk、1929年–2000年)
- ジョン・ミード・ハウエルズ（en:John Mead Howells、1868年–1959年)
- ジョン・C.ハークネス（en:John C. Harkness、1916年–2016年)
- スティーヴン・ホール（en:Steven Holl、生年 1947年)
- ソフィア・ヘイデン（en:Sophia Hayden、1868年–1953年)
- チャールズ・C・ヘイト（en:Charles C. Haight、1841年–1917年)
- チャールズ・エバンス・ヒューズIII世（en:Charles Evans Hughes III、1915年–1985年)
- チャック・ホバーマン（en:Chuck Hoberman、生年 1956年)
- デビッド・ハイマン（en:David Heymann、architect年)
- デビッド・ランドール・ヘルツ（en:David Randall Hertz、生年 1960年)
- トマス・ヘイスティングス（en:Thomas Hastings、1860年–1929年)
- ハーウェル・ハミルトン・ハリス（en:Harwell Hamilton Harris、1903年–1990年)
- バラル・ホフマン（en:F. Burrall Hoffman、1882年–1980年)
- ピーター・ハリソン（en:Peter Harrison、1716年–1775年)
- フランシス・ハルスバンド（en:Frances Halsband、生年 1943年)
- フランシス・ヘンリー（en:Frances Henley、c. 1896年–1955年)
- ヘンリー・K・ホルスマン（en:Henry K. Holsman、1866年–1963年)
- ヘンリー・ジェーンウェイ・ハーデンバーグ（en:Henry Janeway Hardenbergh、1847年–1918年)
- ヘンリー・ホルンボステル（en:Henry Hornbostel、1867年–1961年)
- マーガレット・ヘルファンド（en:Margaret Helfand、1947年–2007年)
- メアリー・ロックウェル・フック（en:Mary Rockwell Hook、1877年–1978年)
- ラルフ・C・ハリス（en:Ralph C. Harris)
- ラルフ・ヘイバー（en:Ralph Haver)
- ランス・ホージー（en:Lance Hosey)
- リチャード・モリス・ハント（en:Richard Morris Hunt、1827年–1895年)
- レイモンド・フッド（en:Raymond Hood、1881年–1934年)
- レオラ・ホール（en:Leola Hall、1881年–1930年)
- ロイス・ハウ（en:Lois Howe、1864年–1964年)
- ロバート・H.H.ハグマン（en:Robert H.H. Hugman、1902年–1980年)

## I
- ウィルバー・R・インガルス・ジュニア（en:Wilbur R. Ingalls Jr.、1923−1997年)
- ハリエット・アーウィン（en:Harriet Irwin、1828年–1897年)

## J
- A.クインシー・ジョーンズ（en:A. Quincy Jones、1913年–1979年)
- E.フェイ・ジョーンズ（en:E. Fay Jones、1921年–2004年)
- J.T.W.ジェニングス（en:J. T. W. Jennings、1856-?年)
- アリス・E.ジョンソン（en:Alice E. Johnson、1862年–1936年)
- ウィリアム・ル・バロン・ジェニー（en:William Le Baron Jenney、1832年–1907年)
- エドワード・ベイソン・ジョーンズ（en:Edward Vason Jones、1909年–1980年)
- クラレンス・H.ジョンストン・シニア（en:Clarence H. Johnston Sr.、1859年–1936年)
- グラント・ジョーンズ（en:Grant Jones、生年 1938年)
- ジョセフ・ヤコバーガー（en:Joseph Jacobberger、1869年–1930年)
- ジョン・ジャーディ（en:Jon Jerde、1940年–2015年)
- チャールズ・ジェンクス（en:Charles Alexander Jencks、1939年-2019年）
- トーマス・ジェファーソン（en:Thomas Jefferson、1743年–1826年)
- ノーマン・ジャッフェ（en:Norman Jaffe、1932年–1993年)
- フィリップ・ジョンソン（en:Philip Johnson、1906年–2005年)
- フォルジャー・ジョンソン（en:Folger Johnson、1882年–1970年)
- ヘルムート・ヤーン（en:Helmut Jahn、1940年–2021年)
- ミッチェル・ヨアヒム（en:Mitchell Joachim、生年 1972年)
- メアリー・ラザファード・ジェイ（en:Mary Rutherfurd Jay、1872年–1953年)
- リック・ジョイ（en:Rick Joy、生年 1958年)

## K
- C.C.ケンブル（en:C. C. Kemble)
- アーサー・R・ケリー（en:Arthur R. Kelly、1878年–1959年)
- アルバート・カーン（en:Albert Kahn、1869年–1942年)
- アンナ・キーライン（en:Anna Keichline、1889年–1943年)
- エリー・ジャックス・カーン（en:Ely Jacques Kahn、1884年–1972年)
- オースティン・エルドン・ノウルトン（en:Austin Eldon Knowlton、1909年–2003年)
- オットー・クレーマン（en:Otto Kleemann、1855年–1936年)
- カール・コック（en:Carl Koch、1912年–1998年)
- ケビン・ケノン（en:Kevin Kennon、生年 1958年)
- ケンドリック・バングス・ケロッグ（en:Kendrick Bangs Kellogg、生年 1934年)
- ゴードン・カウフマン（en:Gordon Kaufmann、1888年–1949年)
- ジョージ・W.ケラー（en:George W. Keller、1842年–1935年)
- トーマス・ロジャース・キンボール（en:Thomas Rogers Kimball、1862年–1934年)
- トム・クンディグ（en:Tom Kundig、生年 1954年)
- ネイサン・ケリー（en:Nathan Kelley、1808年–1871年)
- ネーダー・ハリーリ（en:Nader Khalili、1936年–2008年)
- パファード・キーティンゲ＝クレイ（en:Paffard Keatinge-Clay、生年 1926年)
- ピエール・イヴ・ケラルム（en:Pierre Yves Kéralum、1817年–1872年)
- ピエール・コーニッグ（en:Pierre Koenig、1925年–2004年)
- ヒュー・T・キーズ（en:Hugh T. Keyes、1888年–1963年)
- フェイ・ケロッグ（en:Fay Kellogg、1871年–1918年)
- フランシス・キンボール（en:Francis Kimball、1845年–1919年)
- フレデリック・ジョン・キースラー（en:Frederick John Kiesler、1890年–1965年)
- フローレンス・ノール（en:Florence Knoll、1917年–2019年)
- ヘンリー・ジョン・クルトー（en:Henry John Klutho、1873年–1964年)
- ポール・A・ケノン（en:Paul A. Kennon、1934年–1990年)
- ミシェル・カウフマン（en:Michelle Kaufmann)
- ユストゥス・F.クルンベイン（en:Justus F. Krumbein、1847年–1907年)
- ルイス・I・カーン（en:Louis I. Kahn、1901年–1974年)
- ルイス・カンパー（en:Louis Kamper、1861年–1953年)
- レイモンド・M・ケネディ（en:Raymond M. Kennedy、1891年–1976年)
- ロバート・D・コーン（en:Robert D. Kohn、1870年–1953年)

## L
- ケヴィン・リンチ（1918年 - 1984年）
- ジョージ・レオニダス・レスリー
- G.アルバート・ランズバーグ（en:G. Albert Lansburgh、1876年–1969年)
- Ivenue・ラヴ＝スタンリー（en:Ivenue Love-Stanley)
- アレクサンダー・ワズワース・ロングフェロー・ジュニア（en:Alexander Wadsworth Longfellow Jr.、1854年–1934年)
- アンドレア・レアーズ（en:Andrea Leers)
- ウィリアム・F・ラム（en:William F. Lamb、1893年–1952年)
- ウィリアム・ハロルド・リー（en:William Harold Lee、1884年–1971年)
- ウィリアム・レスケイズ（en:William Lescaze、1896年–1969年)
- エラマエ・エリス・リーグ（en:Ellamae Ellis League、1899年–1991年)
- エリザベス・ローレイ（en:Elizabeth Lowrey)
- エリス・F・ローレンス（en:Ellis F. Lawrence、1879年–1946年)
- ガイ・ローウェル（en:Guy Lowell、1870年–1927年)
- グレッグ・リン（en:Greg Lynn、生年 1964年)
- ゴードン・W・ロイド（en:Gordon W. Lloyd)
- ジーン・リーディ（en:Gene Leedy、1928年–2018年)
- ジョン・C・ラヘイ（en:John C. Lahey、生年 1953年)
- ジョン・Latenser Sr.（en:John Latenser Sr.、1858年–1936年)
- ジョン・ロートナー（en:John Lautner、1911年–1994年)
- ダニエル・リベスキンド（en:Daniel Libeskind、生年 1946年)
- チャールズ・ダウニング・レイ（en:Charles Downing Lay、1877年–1956年)
- チャールズ・ラックマン（en:Charles Luckman、1909年–1999年)
- チャールズ・ローリンソン・ラム（en:Charles Rollinson Lamb、1860年–1942年)
- デトレフ・リエナウ（en:Detlef Lienau、1818年–1887年)
- トーマス・W・ラム（en:Thomas W. Lamb、1871年–1942年)
- ナポレオン・ルブラン（en:Napoleon LeBrun、1821年–1901年)
- ピエール・シャルル・ランファン（1754年-1825年)
- フローレンス・ルスコム（en:Florence Luscomb、1887年–1985年)
- ベンジャミン・ラトローブ（en:Benjamin Henry Latrobe、1764年-1820年)
- ポール・ラースロー（en:Paul László、1900年–1993年)
- モリス・ラピドス（en:Morris Lapidus、1902年–2001年)
- ロバート・エメット・リー（en:Robert Emmett Lee、1870年–1925年)
- ロバート・キャリー・ロング・ジュニア（en:Robert Cary Long Jr.、1810年–1849年)

## M
- ヤスオ・マツイ
- A.T.マン（en:A. T. Mann、生年 1943年)
- J・H・モーガン
- アーサー・コットン・ムーア（en:Arthur Cotton Moore、生年 1935年)
- アイダ・マケイン（en:Ida McCain、1884 年– after 1937年)
- アディソン・マイズナー（en:Addison Mizner、1872年–1933年)
- イライジャ・E.マイヤーズ（en:Elijah E. Myers、1832年–1909年)
- ヴィクター・アンドレ・マットソン（en:Victor Andre Matteson、1872年–1951年)
- ウィリアム・マクダナー（en:William McDonough、生年 1951年)
- ウィリアム・ラザフォード・ミード（en:William Rutherford Mead、1846年–1928年)
- ウェイン・マカリスター（en:Wayne McAllister、1907年–2000年)
- ウォルター・J・マシューズ（en:Walter J. Mathews、1850年–1947年)
- エドラ・ミューア（en:Edla Muir、1906年–1971年)
- エリーゼ・メルキュール（en:Elise Mercur、1864年–1947年)
- エリック・オーウェン・モス（en:Eric Owen Moss、生年 1943年)
- ガートルード・コンフォート・モロー（en:Gertrude Comfort Morrow、c. 1888年–1983年)
- ケネス・マッケンジー・マーチソン（en:Kenneth MacKenzie Murchison、1872年–1938年)
- サミュエル・マッキンタイア（en:Samuel McIntire、1757年–1811年)
- サミュエル・モクビー（en:Samuel Mockbee、1944年–2001年)
- ジェームズ・W・マクラフリン（en:James W. McLaughlin、1834年–1923年)
- ジェームズ・ルパート・ミラー（en:James Rupert Miller、1869年–1946年)
- ジュリア・モーガン（en:Julia Morgan、1872年–1957年)
- ジョー・マッシュバーン（en:Joe Mashburn)
- ジョージ・D・メイソン（en:George D. Mason、1856年–1948年)
- ジョージ・W・マーハー（en:George W. Maher、1864年–1926年)
- ジョージ・デウィット・メイソン
- ジョン・ウィリアム・メロウ（en:John William Merrow、1874年–1927年)
- ジョン・ゴー・ミーム（en:John Gaw Meem、1894年–1983年)
- ジョン・マコーム・ジュニア（en:John McComb Jr.、1763年–1853年)
- ダンカン・マクダフィー（en:Duncan McDuffie、1877年–1951年)
- チャーリー・マーフィー（en:Charles Murphy、1890年–1985年)
- チャールズ・ドナー・マギニス（en:Charles Donagh Maginnis、1867年–1955年)
- チャールズ・フォレン・マッキム（en:Charles Follen McKim、1847年–1909年)
- チャールズ・ムーア (建築家)（en:Charles Moore、1925年–1993年)
- ドナル・マクラフリン
- トム・メイン（en:Thom Mayne、生年 1944年)
- ドン・メッツ（en:Don Metz、生年 1940年)
- バーナード・メイベック（en:Bernard Maybeck、1862年–1957年)
- ハリエット・ムーディ（en:Harriet Moody、1891年–1966年)
- ハロルド・ヴァン・ビューレン・マゴニグル（en:Harold Van Buren Magonigle、1867年–1935年)
- ヒダルゴ・モヤ（en:Hidalgo Moya、1920年–1994年)
- フレデリック・オーガスタス・ミューレンバーグ（en:Frederick Augustus Muhlenberg、1887年–1980年)
- ベンジャミン・ウィスター・モリス（en:Benjamin Wistar Morris、1870年–1944年)
- ヘンリー・マーフィー（en:Henry Murphy、1877年–1954年)
- マーガレット・マカリー（en:Margaret McCurry)
- マーシャ・ミード（en:Marcia Mead、1879年–1967年)
- マリオン・マンリー（en:Marion Manley、1893年–1984年)
- ミシェル・モセッシアン（en:Michel Mossessian、生年 1959年)
- ミルトン・ベネット・メダリー（en:Milton Bennett Medary、1874年–1929年)
- リチャード・マイヤー（en:Richard Meier、生年 1934年)
- リック・マザー（en:Rick Mather、1937年–2013年)
- ルイス・A・マクミレン（en:Louis A. McMillen、1916年–1998年)
- ルートヴィヒ・ミース・ファン・デル・ローエ（en:Ludwig Mies van der Rohe、1886年–1969年)
- レスター・S・ムーア（en:Lester S. Moore、1871年–1924年)
- ロイ・メイソン（en:Roy Mason、1938年–1996年)
- ロジャー・モンゴメリー（en:Roger Montgomery、1925年–2003年)
- ロナルド・メイス
- ロバート・ミルズ（en:Robert Mills、1781年–1855年)
- 森俊子（en:Toshiko Mori、生年 1951年)

## N
- ジョージ・ネルソン
- ウォルター・ネッチュ（en:Walter Netsch、1920年–2008年)
- ジョージ・ナカシマ
- ジョン・G・ニコルズ
- ジョン・ノットマン（en:John Notman、1810年–1865年)
- ジョン・ルドルフ・ニールンゼー（en:John Rudolph Niernsee、1814年–1885年)
- パトリシア・サルダーニャ・ナトケ（en:Patricia Saldaña Natke、生年 1964年)
- リチャード・ノイトラ（en:Richard Neutra、1892年–1970年)

## O
- ギョウ・オバタ（en:Gyo Obata、生年 1923年)
- フレデリック・J・オスターリング（en:Frederick J. Osterling、1865年–1934年)
- ローリー・オーリン（en:Laurie Olin、生年 1938年)

## P
- B.マーカス・プリテカ（en:B. Marcus Priteca、1889年–1971年)
- アーサー・ピーボディ（en:Arthur Peabody、1858年–1942年)
- アルバータ・ファイファー（en:Alberta Pfeiffer、1899年–1994年)
- アルフレッド・ブラウニング・パーカー（en:Alfred Browning Parker、1916年–2011年)
- アレクサンダー・パリス（en:Alexander Parris、1780年–1852年)
- アンドレ・パルマンティエ（en:André Parmentier、1780年–1830年)
- アントワン・プレドック（en:Antoine Predock、生年 1936年)
- イオ・ミン・ペイ（en:I. M. Pei、1917年–2019年)
- ウィリアム・G・プレストン（en:William G. Preston、1842年–1910年)
- ウィリアム・ウェスレイ・ピーターズ（en:William Wesley Peters、1912年–1991年)
- ウィリアム・グレイ・パーセル（en:William Gray Purcell、1880年–1965年)
- ウィリアム・ペレイラ（en:William Pereira、1909年–1985年)
- ウィリス・ポーク（en:Willis Polk、1867年–1924年)
- ウィル・プライス（en:Will Price、1861年–1916年)
- ウェイド・ハンプトン・パイプス（en:Wade Hampton Pipes、1877年–1961年)
- エリザベス・プレーター＝ザイベルク（en:Elizabeth Plater-Zyberk、生年 1950年)
- エレノア・ペッターセン（en:Eleanore Pettersen、1916年–2003年)
- サイラス・キン・ポーター（en:Cyrus Kinne Porter、1828年–1910年)
- サミュエル・パーソンズ（en:Samuel Parsons、1844年–1923年)
- シーザー・ペリ（en:César Pelli、1926年–2019年)
- ジェイミーソン・パーカー（en:Jamieson Parker、1895年–1939年)
- ジェームス・ポルシェク（en:James Polshek、生年 1930年)
- ジョージ・B・ポスト（en:George B. Post、1837年–1913年)
- ジョージ・M・ポスト（en:George M. Post、1883年–1966年)
- ジョン＆ドナルド・パーキンソン（en:John and Donald Parkinson)
- ジョン・C・ポートマン・ジュニア（en:John C. Portman Jr.、1924年–2017年)
- ジョン・ラッセル・ポープ（en:John Russell Pope、1874年–1937年)
- チャールズ・A・プラット（en:Charles A. Platt、1861年–1933年)
- ティモシー・L・プフルーガー（en:Timothy L. Pflueger、1892年–1946年)
- ドワイト・H・パーキンス（en:Dwight H. Perkins、1867年–1941年)
- ネル・ピーターズ（en:Nelle Peters、1884年–1974年)
- ブルース・プライス（en:Bruce Price、1845年–1903年)
- ベンジャミン・ポーク（en:Benjamin Polk、1916年–2001年)
- マザー・ジョセフ・パリソー（en:Mother Joseph Pariseau、1823年–1902年)
- メアリー・L・ペイジ（en:Mary L. Page、1849年–1921年)
- モニカ・ポンセ・デ・レオン（en:Mónica Ponce de León)
- ロバート・スウェイン・ピーボディ（en:Robert Swain Peabody、1845年–1917年)

## R
- ケヴィン・ローチ（生年 1922年)
- コーリン・ロウ（en:Colin Rowe、1920年-1999年)
- Lutah・マリア・リッグス（en:Lutah Maria Riggs、1896年–1984年)
- ロバート・S. Roeschlaub（en:Robert S. Roeschlaub、1843年–1923年)
- T.パターソン・ロス（en:T. Paterson Ross、1873年–1957年)
- アーサー・ロッチ（en:Arthur Rotch、1850年–1894年)
- アイザイア・ロジャース（en:Isaiah Rogers、1800年–1869年)
- アイダ・アナ・ライアン（en:Ida Annah Ryan、1873年–1950年)
- アニーロックフェロー（en:Annie Rockfellow、1866年–1954年)
- イザベル・ロバーツ（en:Isabel Roberts、1871年–1955年)
- ウォレス・レイフィールド（en:Wallace Rayfield、1874年–1941年)
- エメリー・ロス（en:Emery Roth、1871年–1948年)
- エレノア・レイモンド（en:Eleanor Raymond、1887年–1989年)
- ケビン・ロシュ（en:Kevin Roche、1922年–2019年)
- サイモン・ロディア（en:Simon Rodia、1879年–1965年)
- サミュエル・ローズ
- ジェームズ・ギャンブル・ロジャース（en:James Gamble Rogers、1867年–1947年)
- ジェームズ・レンウィック・ジュニア（en:James Renwick Jr.、1818年–1895年)
- シグリッド・ローレンツェン・ラップ（en:Sigrid Lorenzen Rupp、1943年–2004年)
- ジョージ・ラナリ（en:George Ranalli、生年 1946年)
- ジョン・A・ローブリング（en:John A. Roebling、1806年–1869年)
- ジョン・ウェルボーン・ルート（en:John Well生年 Root、1850年–1891年)
- ジョン・ウェルボーン・ルート・ジュニア（en:John Well生年 Root Jr.、1887年–1963年)
- セオダテ・ポープ・リドル（en:Theodate Pope Riddle、1867年–1946年)
- デビッド・ロックウェル（en:David Rockwell、生年 1956年)
- ニール・リード（en:Neel Reid、1885年–1926年)
- バーナード・ルドフスキー
- フローレンス・ケニオン・ヘイデン・レクター（en:Florence Kenyon Hayden Rector、1882年–1973年)
- ヘンリー・ホブソン・リチャードソン（1838年–1886年)
- ヘンリー・ライト
- ポール・ルドルフ（en:Paul Rudolph、1918年–1997年)
- マーティン・ロシュ（en:Martin Roche、1853年–1927年)
- ラルフ・ラプソン（en:Ralph Rapson、1914年–2008年)
- リリアン・ジャネット・ライス（en:Lilian Jeannette Rice、1889年–1938年)
- ロバート・リーマ（en:Robert Reamer、1873年–1938年)
- ワート・C.ローランド（en:Wirt C. Rowland、1878年–1946年)

## S
- ショウジ・サダオ
- ヴィクター・スタインブルック（en:Victor Steinbrueck、1911年-1985年)
- ヴィンセント・スカーリー（en:Vincent Joseph Scully, Jr.、1920年-2017年)
- エドワード・ダレル・ストーン（en:Edward Durell Stone、1902年-1978年)
- H.クレイグ・セブランス（en:H. Craig Severance、1879年–1941年)
- J・ジョージ・スチュワート（en:J. George Stewart、1890年–1970年)
- アイザック・ニュートン・フェルプス・ストークス（en:Isaac Newton Phelps Stokes、1867年–1944年)
- アンナ・ペンドルトン・シェンク（en:Anna Pendleton Schenck、1874年–1915年)
- ヴィクター・スタインブルック（en:Victor Steinbrueck、1911年–1985年)
- ウィリアム・L・スティール（en:William L. Steele、1875年–1949年)
- ウィリアム・ストリックランド（en:William Strickland、1788年–1854年)
- ウェルドン・シンプソン（en:Veldon Simpson)
- エイドリアン・スミス（en:Adrian Smith、生年 1944年)
- エイミル・シャハト（en:Emil Schacht、1854年–1926年)
- エーロ・サーリネン（en:Eero Saarinen、1910年–1961年)
- エドワード・ダレル・ストーン（en:Edward Durell Stone、1902年–1978年)
- エドワード・フランシス・サールズ（en:Edward Francis Searles、1841年–1920年)
- エリエル・サーリネン（en:Eliel Saarinen、1873年–1950年)
- ギデオン・シュリョック（en:Gideon Shryock、1802年–1880年)
- キンキナトゥス・シュリョック（en:Cincinnatus Shryock、1816年–1888年)
- グスタフ・スティックリー（en:Gustav Stickley、1858年–1942年)
- クラレンス・スタイン(1882年–1975年)
- クロエシエル・ウッダード・スミス（en:Chloethiel Woodard Smith、1910年–1992年)
- サミュエル・スローン（en:Samuel Sloan、1815年–1884年)
- サムナー・スポールディング（en:Sumner Spaulding、1892年–1952年)
- サラ・スーサンカ（en:Sarah Susanka、生年 1957年)
- ジョージ・フォスター・シェプリー（en:George Foster Shepley、1860年–1903年)
- ジョセフ・エヴァンス・スペリー（en:Joseph Evans Sperry、1854年–1930年)
- ジョセフ・ライマン・シルスビー（en:Joseph Lyman Silsbee、1848年–1913年)
- ジョン・カルヴァン・スティーブンス（en:John Calvin Stevens、1855年–1940年)
- ジョン・ゴダード・スターンズ・ジュニア（en:John Goddard Stearns, Jr.、1843年–1917年)
- ジョン・ハバード・スタージス（en:John Hubbard Sturgis、1834年–1888年)
- スコット・サイモンズ（en:Scott Simons、生年 1954年)
- スティーブン・J・シュローダー（en:Steven J. Schloeder、生年 1960年)
- ダンカン・G・ストロイク（en:Duncan G. Stroik、生年 1962年)
- チャールズ・サムナー・シュナイダー（en:Charles Sumner Schneider、1874年–1932年)
- デル・スカット（en:Der Scutt、1934年–2010年)
- トニー・スミス (美術家)
- トマス・サリー（en:Thomas Sully、1855年–1939年)
- ノーマ・スクラレック（en:Norma Sklarek、1926年–2012年)
- パオロ・ソレリ（en:Paolo Soleri、1919年–2013年)
- ハリー・サイドラー
- ハワード・ヴァン・ドーレン・ショー（en:Howard Van Doren Shaw、1869年–1926年)
- ハワード・ドワイト・スミス（en:Howard Dwight Smith、1886年–1958年)
- フランシス・マリオン・ストークス（en:Francis Marion Stokes、1883年–1975年)
- ポール・スティールマン（en:Paul Steelman、生年 1955年)
- ホセ・ルイ・セルト（en:Josep Lluís Sert、1902年–1983年)
- マーティン・スターン・ジュニア（en:Martin Stern Jr.、1917年–2001年)
- マイケル・ソーキン（en:Michael Sorkin、1948年–2020年)
- マシュー・サリバン（en:Matthew Sullivan、1868年–1948年)
- マティアス・シュリオック（en:Mathias Shryock、1774年–1833年)
- ラファエル・ソリアーノ（en:Raphael Soriano、1904年–1988年)
- リチャード・クリプストン・スタージス（en:Richard Clipston Sturgis、1860年–1951年)
- リッチモンド・シュリーブ（en:Richmond Shreve、1877年–1946年)
- ルイス・サリヴァン（en:Louis Sullivan、1856年–1924年)
- ルドルフ・シンドラー（en:Rudolph Schindler、1887年–1953年)
- ローリンダ・ホープ・スピア（en:Laurinda Hope Spear、生年 1950年)
- ローレンス・スカルパ（en:Lawrence Scarpa、生年 1959年)
- ロバート・A.M.スターン（en:Robert A. M. Stern、生年 1939年)
- ロバート・ザイファルト（en:Robert Seyfarth、1878年–1950年)
- ロバート・スターン
- ロバート・ステイシー＝ジャッド（en:Robert Stacy-Judd、1884年–1975年)
- ロバート・スミス（en:Robert Smith、1722年–1777年)
- ワーナー・セリグマン（en:Werner Seligmann、1930年–1998年)

## T
- 高瀬隼彦
- 妻沼岩彦
- アン・ティン（en:Anne Tyng、1920年–2011年)
- イティール・タウン（en:Ithiel Town、1784年–1844年)
- ウィリアム・ソーントン (1759–1828)（en:William Thornton)
- ウィリアム・タットヒル（en:William Tuthill、1855年–1929年)
- ウィリアム・タビー（en:William Tubby、1858年–1944年)
- ヴェルトナー・タンディ（en:Vertner Tandy、1885年–1949年)
- エドガー・ターフェル（en:Edgar Tafel、1912年–2011年)
- エドワード・リッピンコット・ティルトン (1861–1933)（en:Edward Lippincott Tilton)
- ジェーン・トンプソン (1927–2016)（en:Jane Thompson)
- ジョージ・トーマス・ティルデン (1845–1919)（en:George Thomas Tilden)
- ジョン・E.トゥルテロッテ (1869–1939)（en:John E. Tourtellotte)
- ジョン・トラウトワイン（en:John Trautwine、1810年–1883年)
- スタンリー・タイガーマン (1930–2019)（en:Stanley Tigerman)
- トーマス・アレクサンダー・テフト（en:Thomas Alexander Tefft)
- トッド・ティバールズ（en:Todd Tibbals、1910年–1988年)
- ブレントウッド・S.トラン（en:Brentwood S. Tolan、1855年–1923年)
- ベンジャミン・C・トンプソン (1918–2002)（en:Benjamin C. Thompson)
- ポリー・ポヴェイ・トンプソン（en:Polly Povey Thompson、1904年–1994年)
- ホレス・トランバウアー（en:Horace Trumbauer、1868年–1938年)
- マイケル・G・ターンブル（en:Michael G. Turnbull、生年 1949年)
- ロバート・ロビンソン・テイラー（en:Robert Robinson Taylor、1868年–1942年)

## U
- ギルバート・スタンリー・アンダーウッド（en:Gilbert Stanley Underwood、1890年–1960年)
- ジョセフ・アーバン（en:Joseph Urban、1872年–1933年)
- リチャード・アップジョン（en:Richard Upjohn、1802年–1878年)

## V
- アーサー・H.ヴァナル（en:Arthur H. Vinal)
- ウィリアム・メレル・ヴォーリズ（en:William Merrell Vories、1880年–1964年)
- エドワード・A.ヴィンセント（en:Edward A. Vincent、c. 1825年–1856年)
- エドワード・L.バーニー（en:Edward L. Varney、1914年–1998年)
- カルヴァート・ヴォー（en:Calvert Vaux、1824年–1895年)
- ヘンリー・ヴォーン（en:Henry Vaughan、1845年–1917年)
- マイケル・ヴァン・ヴァルケンバーグ（en:Michael Van Valkenburgh、生年 1951年)
- ラファエル・ヴィニオリ（en:Rafael Viñoly、生年 1944年)
- ロバート・ヴェンチューリ（en:Robert Venturi、1925年–2018年)
- ロバート・フォン・エズドルフ（en:Robert von Ezdorf、1889年–1956年)

## W
- E.スチュワート・ウィリアムズ（en:E. Stewart Williams、1909年–2005年)
- F.マンソン・ホワイト（en:F. Manson White、1863年–1952年)
- W.H.ウィークス（en:W. H. Weeks、1864年–1936年)
- アルフレッド・W・ウッズ（en:Alfred W. Woods、1857年–1942年)
- ウィリアム・ウースター（en:William Wurster、1895年–1973年)
- ウィリアム・ロバート・ウェア（en:William Robert Ware、1832年–1915年)
- ウォーレン・ヘイウッド・ウィリアムズ（en:Warren Heywood Williams、1844年–1888年)
- エヴァンス・ウーレンIII世（en:Evans Woollen III、1927年–2016年)
- エドモンド・M.ホイールライト（en:Edmund M. Wheelwright、1854年–1912年)
- エドモンド・ウーリー（en:Edmund Woolley、c. 1695年–1771年)
- エミリー・ウィリアムズ（en:Emily Williams、1869年–1942年)
- キャサリン・バウアー・ワースター（en:Catherine Bauer Wurster、1905年–1964年)
- ジェームズ・ボズリー・ノエル・ワイアット（en:James Bosley Noel Wyatt、1847年–1926年)
- ジェームズ・ワインズ（en:James Wines、生年 1932年)
- ジョージ・ワイマン（en:George Wyman、1860年–1939年)
- スタンフォード・ホワイト（en:Stanford White、1853年–1906年)
- チャールズ・フレデリック・ウィットルシー（en:Charles Frederick Whittlesey、1867年–1941年)
- デビッド・L.ウィリアムズ（en:David L. Williams、1866年–1937年)
- トーマス・ウォルター（en:Thomas U. Walter、1804年–1887年)
- ハリー・ウィーズ（en:Harry Weese、1915年–1998年)
- ピーター・B・ワイト（en:Peter B. Wight、1838年–1925年)
- ビバリー・ウィリス（en:Beverly Willis、生年 1928年)
- フランク・ロイド・ライト（en:Frank Lloyd Wright、1867年–1959年)
- ヘイゼル・ウッド・ウォーターマン（en:Hazel Wood Waterman、1865年–1948年)
- ベン・ウィース（en:Ben Weese、生年 1929年)
- ポール・ウィリアムズ（en:Paul Williams、1894年–1980年)
- モリス・H・ホワイトハウス（en:Morris H. Whitehouse、1878年–1944年)
- ラッセル・ウォーレン（en:Russell Warren、1783年–1860年)
- ラルフ・トーマス・ウォーカー（en:Ralph Thomas Walker、1889年–1973年)
- リチャード・A・ウェイト（en:Richard A. Waite、1848年–1911年)
- リチャード・C・ワトキンス（en:Richard C. Watkins、1858年–1941年)
- リチャード・ソール・ワーマン（en:Richard Saul Wurman、1935年- )
- レイラ・ロス・ウィルバーン（en:Leila Ross Wilburn、1885年–1967年)
- レベウス・ウッズ（en:Lebbeus Woods、1940年-2012年)
- ロイド・ライト（en:Lloyd Wright、1890年–1978年)
- ロイヤル・バリー・ウィルズ（en:Royal Barry Wills、1895年–1962年)
- ローランド・A・ワンク（en:Roland A. Wank、1898年–1970年)
- ワディー・バトラー・ウッド（en:Waddy Butler Wood、1869年–1944年)

## Y
- ヤーヤ・アブドゥル＝マティーン2世（en:Yahya Abdul-Mateen II,、1986年- )
- アンミ・B・ヤング（en:Ammi B. Young、1798年–1874年)
- ヘレン・ビンカード・ヤング（en:Helen Binkerd Young、1877年–1959年)
- ミノル・ヤマサキ（en:Minoru Yamasaki、1912年–1986年)

## Z
- R・ハロルド・ズック（en:R. Harold Zook、1889年–1949年)
- アストラ・ザリナ（en:Astra Zarina、1929年–2008年)
- ポール・ズッカー（en:Paul Zucker、1888年–1971年)
- リアン・ジンブラー（en:Liane Zimbler、1892年–1987年)

| スタブアイコン | サブスタブ | この項目は、まだ閲覧者の調べものの参照としては役立たない、人物に関連した書きかけの項目です。この項目を加筆・訂正などしてくださる協力者を求めています（P:人物伝/PJ:人物伝）。 |